# 아길라스 델 술리아
아길라스 델 술리아(Águilas del Zulia)는 베네수엘라 마라카이보에 위치한 프로 야구팀이다. 베네수엘라 프로페셔널 베이스볼 리그 소속이며, 에스타디오 루이스 아파리시오 엘 그란데 야구장을 홈구장으로 사용하고 있다. 총 5회의 리그 우승과 2회의 캐리비안 시리즈 우승을 차지하였다.

## 야구단 정보
| 선수 | 1 엘비스 아라우소 · 2 프레디 발레스타스 · 3 윌프레도 보스칸 · 4 실비노 브라초 · 5 라파엘 브리세노 · 6 레오넬 캄포스 · 7 예이퍼 카스티요 · 8 다비드 카르데나스 · 9 마코스 카바살 · 10 아날리오 디아스 · 11 아틸리오 에스카레이 · 12 페레르 잭슨 · 13 에버트 페르난데즈 · 14 렌조 프레이테스 · 15 올란도 가르세스 · 16 카를로스 젠 그라나도 · 17 조니스 곤살레스 · 19 아르세니오 레온 · 20 에릭다비스 마르퀘즈 · 21 마르티네즈 존 · 22 디에고 모레노 · 23 마누엘 올리바레스 · 24 유니어 페로조 · 25 헤수스 피레라 · 26 아디스 포르티요 · 27 카를로스 지안 리조 · 28 호세 소토 레이스 · 29 미겔 술바란 · 30 마르코스 타바타 · 31 훌리오 테레알바 · 32 알렉스 토레스 · 33 훌리오 비바스 |